# Joaquin Bernas
Joaquin G. Bernas (Baao, 8 juli 1932 - Quezon City, 6 maart 2021) was een Filipijnse jezuïet, oud-bestuurder en autoriteit op het gebied van de Filipijnse Grondwet. Bernas was in het verleden decaan van de Ateneo Law School en was een van de leden van de commissie die de huidige Filipijnse grondwet van 1987 ontwierpen.

## Biografie
Bernas studeerde aan het Berchmans College. Hij behaalde er een Bachelor of Arts-diploma in Engelse, Latijnse en Griekse klassieken en een Master of Arts-diploma in de Filosofie. In 1962 behaalde hij bovendien zijn Bachelor-diploma Rechten aan de Ateneo de Manila. Hetzelfde jaar slaagde hij bovendien voor het toelatingsexamen van de Filipijnse balie (bar exam). Hij behaalde het op acht na beste resultaat van dat jaar. Aansluitend vervolgde hij zijn studie in de Verenigde Staten, waar hij nog een Licentiaat Theologie en een Master-diploma rechten behaalde. In 1968 volgde bovendien een doctors-titel in de rechten aan New York University.
Bernas was van 1984 tot 1993 decaan van de rechtenfaculteit van de Ateneo de Manila. In 1986 werd hij door president Corazon Aquino gevraagd voor de commissie zich moest gaan buigen over een nieuwe grondwet. Deze grondwet werd uiteindelijk in 1987 geraticficeerd en is de huidige Filipijnse Grondwet. Bernas was bovendien nog Provinciaal (overste) van de jezuïeten in de Filipijnen en directeur van de Philippine Stock Exchange. Na zijn pensioen als decaan van de rechtenfaculteit werd hij benoemd tot emeritus-decaan en bleef hij er lesgeven in Grondwettelijk Recht en Internationaal Bestuursrecht.
Bernas schreef vele boeken en artikelen, met name op het gebied van het recht.

## Publicaties
- The 1987 Constitution of the Republic of the Philippines: A Commentary. Rex Bookstore (2009).
- Constitutional Structure and Powers of Government. Rex Bookstore (2006).
- Constitutional Rights and Social Demands. Rex Bookstore (2004).
- The 1987 Constitution of the Philippines: A Comprehensive Reviewer. Rex Bookstore (2006).
- An Introduction to Public International Law. Rex Bookstore (2002).
- From One-Man Rule to "People Power." 46 Ateneo Law Journal 44 (2001).
- The Intent of the 1986 Constitution Writers. Rex Bookstore (1995).

- CiNii: DA06512967
- Gemeinsame Normdatei: 1063313848
- International Standard Name Identifier: 0000 0003 8575 3054
- Library of Congress Control Number: n50007074
- Système universitaire de documentation: 135667755
- Virtual International Authority File: 240293967
- WorldCat: E39PBJmhQbH6K9Wj9jmWwfX68C